# 대한민국 상법 제227조
대한민국 상법 제227조는 회사의 해산원인에 대한 상법 회사법의 조문이다.

## 조문
제227조 (해산원인) 회사는 다음의 사유로 인하여 해산한다.

1. 존립기간의 만료 기타 정관으로 정한 사유의 발생

2. 총사원의 동의

3. 사원이 1인으로 된 때

4. 합병

5. 파산

6. 법원의 명령 또는 판결